# Coppa Italia di Serie A2 2021-2022 (pallavolo maschile)
La Coppa Italia di Serie A2 2021-2022 si è svolta dal 26 gennaio all'11 febbraio 2022: al torneo hanno partecipato otto squadre di club italiane e la vittoria finale è andata per la prima volta al Tricolore.

## Formula
La formula ha previsto quarti di finale, semifinali e finale.

## Squadre partecipanti
| Squadra          | Qualificazione                          |
| ---------------- | --------------------------------------- |
| Cuneo            | 3ª al girone di andata Serie A2 2021-22 |
| Libertas Brianza | 8ª al girone di andata Serie A2 2021-22 |
| Lupi Santa Croce | 4ª al girone di andata Serie A2 2021-22 |
| Motta            | 6ª al girone di andata Serie A2 2021-22 |
| New Mater        | 2ª al girone di andata Serie A2 2021-22 |
| Olimpia Bergamo  | 1ª al girone di andata Serie A2 2021-22 |
| Porto Viro       | 7ª al girone di andata Serie A2 2021-22 |
| Tricolore        | 5ª al girone di andata Serie A2 2021-22 |

## Torneo

### Tabellone
|  | Quarti di finale | Quarti di finale | Quarti di finale |  |   | Semifinali      | Semifinali | Semifinali |  |   | Finale | Finale    | Finale |
|  |                  |                  |                  |  |   |                 |            |            |  |   |        |           |        |
|  | 3                | Cuneo            | 3                |  |   |                 |            |            |  |   |        |           |        |
|  | 3                | Cuneo            | 3                |  |   |                 |            |            |  |   |        |           |        |
|  | 6                | Motta            | 1                |  |   |                 |            |            |  |   |        |           |        |
|  | 6                | Motta            | 1                |  | 3 | Cuneo           | 3          |            |  |   |        |           |        |
|  |                  |                  |                  |  | 3 | Cuneo           | 3          |            |  |   |        |           |        |
|  |                  |                  |                  |  |   | 7               | Porto Viro | 1          |  |   |        |           |        |
|  | 2                | New Mater        | 2                |  |   | 7               | Porto Viro | 1          |  |   |        |           |        |
|  | 2                | New Mater        | 2                |  |   |                 |            |            |  |   |        |           |        |
|  | 7                | Porto Viro       | 3                |  |   |                 |            |            |  |   |        |           |        |
|  | 7                | Porto Viro       | 3                |  |   |                 |            |            |  | 3 | Cuneo  | 1         |        |
|  |                  |                  |                  |  |   |                 |            |            |  | 3 | Cuneo  | 1         |        |
|  |                  |                  |                  |  |   |                 |            |            |  |   | 5      | Tricolore | 3      |
|  | 1                | Olimpia Bergamo  | 3                |  |   |                 |            |            |  |   | 5      | Tricolore | 3      |
|  | 1                | Olimpia Bergamo  | 3                |  |   |                 |            |            |  |   |        |           |        |
|  | 8                | Libertas Brianza | 0                |  |   |                 |            |            |  |   |        |           |        |
|  | 8                | Libertas Brianza | 0                |  | 1 | Olimpia Bergamo | 2          |            |  |   |        |           |        |
|  |                  |                  |                  |  | 1 | Olimpia Bergamo | 2          |            |  |   |        |           |        |
|  |                  |                  |                  |  |   | 5               | Tricolore  | 3          |  |   |        |           |        |
|  | 4                | Lupi Santa Croce | 2                |  |   | 5               | Tricolore  | 3          |  |   |        |           |        |
|  | 4                | Lupi Santa Croce | 2                |  |   |                 |            |            |  |   |        |           |        |
|  | 5                | Tricolore        | 3                |  |   |                 |            |            |  |   |        |           |        |
|  | 5                | Tricolore        | 3                |  |   |                 |            |            |  |   |        |           |        |

### Risultati

#### Quarti di finale
| 26 gennaio 2022 Palazzetto Pozzoni, Cisano Bergamasco Durata: 1h:19 - Spettatori: 360 | Olimpia Bergamo  | 3 - 0 | Libertas Brianza | 25-22, 25-19, 25-18               |
| 26 gennaio 2022 PalaParenti, Santa Croce sull'Arno Durata: 2h:19 - Spettatori: 209    | Lupi Santa Croce | 2 - 3 | Tricolore        | 19-25, 25-19, 25-21, 24-26, 14-16 |
| 26 gennaio 2022 PalaGrotte, Castellana Grotte Durata: 2h:02 - Spettatori: 556         | New Mater        | 2 - 3 | Porto Viro       | 25-17, 20-25, 18-25, 26-24, 14-16 |
| 26 gennaio 2022 PalaCastagnaretta, Cuneo Durata: 1h:42 - Spettatori: 569              | Cuneo            | 3 - 1 | Motta            | 25-19, 25-15, 23-25, 25-21        |

#### Semifinali
| 2 febbraio 2022 Palazzetto Pozzoni, Cisano Bergamasco Durata: 2h:00 - Spettatori: 441 | Olimpia Bergamo | 2 - 3 | Tricolore  | 16-25, 20-25, 25-22, 25-21, 11-15 |
| 2 febbraio 2022 PalaCastagnaretta, Cuneo Durata: 1h:42 - Spettatori: 897              | Cuneo           | 3 - 1 | Porto Viro | 23-25, 25-20, 25-18, 25-21        |

#### Finale
| 11 febbraio 2022 PalaCastagnaretta, Cuneo Durata: 1h:46 - Spettatori: 2 062 | Cuneo | 1 - 3 | Tricolore | 22-25, 25-16, 22-25, 23-25 |